# Darius McCrary
Darius Creston McCrary (Walnut, 1º maggio 1976) è un attore statunitense.

## Filmografia parziale

### Cinema
- Bel colpo amico (Big Shots), regia di Robert Mandel (1987)
- Mississippi Burning - Le radici dell'odio (Mississippi Burning), regia di Alan Parker (1988)
- Venga il tuo regno (Kingdom Come), regia di Doug McHenry (2001)
- 15 minuti - Follia omicida a New York (15 Minutes), regia di John Herzfeld (2001)
- Il cacciatore delle tenebre (Vampires: Los Muertos), regia di Tommy Lee Wallace (2002)
- Transformers, regia di Michael Bay (2007) - voce
- Next Day Air, regia di Benny Boom (2009)
- Saw VI, regia di Kevin Greutert (2009)
- 35 & Ticking, regia di Russ Parr (2011)
- Christmas in Carolina, regia di Peggy Williams (2020)
- True to the Game 2, regia di Jamal Hill (2020)
- True to the Game 3, regia di David Wolfgang (2021)

### Televisione
- 8 sotto un tetto (Family Matters) - 214 episodi (1989-1998)
- Don King - Una storia tutta americana (Don King: Only in America) - film TV (1997)
- Freedom - 12 episodi (2000-2001)
- Kingpin - miniserie TV (2003)
- Pazzi d'amore (Committed) - 13 episodi (2005)
- Febbre d'amore (The Young and the Restless) - 86 episodi (2009-2011)
- Anger Management - 12 episodi (2012-2013)
- The Leftovers - Svaniti nel nulla (The Leftovers) - 3 episodi (2015)
- Star - 7 episodi (2016-2018)
- Craig Ross Jr.'s Monogamy - 18 episodi (2018-2021)

## Doppiatori italiani
Nelle versioni in italiano delle opere in cui ha recitato, Darius McCrary è stato doppiato da:
- Francesco Bulckaen in 8 sotto un tetto, Il diario di Suzanne per Nicholas
- Giorgio Borghetti in Mississippi Burning - Le radici dell'odio
- Fabrizio Vidale in Venga il tuo regno
- Gianluca Tusco in Pazzi d'amore
- Paolo Vivio in Cold Case - Delitti irrisolti
- Francesco Rizzi in Anger Management
- Davide Marzi in Star
- Stefano Santerini in The Catch